# Эш-Шахания (город)
Эш-Шахания (араб. مدينة الشحانية‎) — город в Катаре. Административный центр муниципалитета Эш-Шахания. Расположен в центре полуострова Катар, у шоссейной дороги Духан — Доха (примерно в 30 км от столицы).
Для водоснабжения Эш-Шахании используются грунтовые воды соседнего района Умм-эль-Габа. В перспективе Эш-Шахания должна стать одним из центров сельского хозяйства.
Название получил от местного названия растения Artemisia inculta рода Полынь.